# NGC 168
NGC 168 là một thiên hà dạng hạt đậu nằm trong chòm sao Kình Ngư. Nó được phát hiện vào năm 1886 bởi Frank Muller.